# Kaiser Friedrich (Schiff, 1898)
Die Kaiser Friedrich war ein 1898 fertiggestellter Schnelldampfer des Norddeutschen Lloyd. Weil das Schiff nicht die für die Linienschifffahrt Bremerhaven–New York geforderte Geschwindigkeit erreichte, wurde es an die HAPAG verchartert und später aufgelegt. 1912 wurde der Dampfer an die französische Compagnie de Navigation Sud-Atlantique verkauft und verkehrte als Burdigala nach Südamerika, bevor er wieder aufgelegt wurde. Im Ersten Weltkrieg wurde das Schiff von der französischen Marine als bewaffneter Truppentransporter eingesetzt. Im November 1916 lief die ehemalige Kaiser Friedrich im Ägäischen Meer auf eine Mine und sank.

## Geschichte

### Umfeld
Das nach Ende des Deutsch-Französischen Krieges entstandene Deutsche Reich gab der Industrie in Deutschland einen starken Wachstumsschub. Kaiser Wilhelm II. hatte das Ziel, eine eigene starke Handelsmarine aufzubauen, die unabhängig von ausländischem Kapital war. Mit Subventionen des Deutschen Reiches konnten sich die beiden Reedereien Norddeutscher Lloyd (NDL) und Hamburg-Amerikanische Packetfahrt-Actien-Gesellschaft (Hapag) stark entwickeln. Ungefähr 1895 war der Norddeutsche Lloyd so weit, dass er England die Vorherrschaft auf der Transatlantikpassage von Europa nach New York streitig machen konnte.
Der Direktor des NDLs Heinrich Wiegand schrieb deshalb die Beschaffung von zwei großen Transatlantiklinern aus, die Anwärter auf das prestigeträchtige Blaue Band sein sollten. Im Vertrag war deshalb eine garantierte Mindestgeschwindigkeit von 21 Knoten verlangt; weiter sollte während sechs Stunden die Testgeschwindigkeit von 22,5 Knoten gehalten werden können. Der Norddeutsche Lloyd gewährte den Marinearchitekten freie Hand in der Ausführung des Auftrags, behielt sich aber vor, die Schiffe zurückzugeben, sollten die technischen Forderungen des Vertrags nicht erfüllt werden.

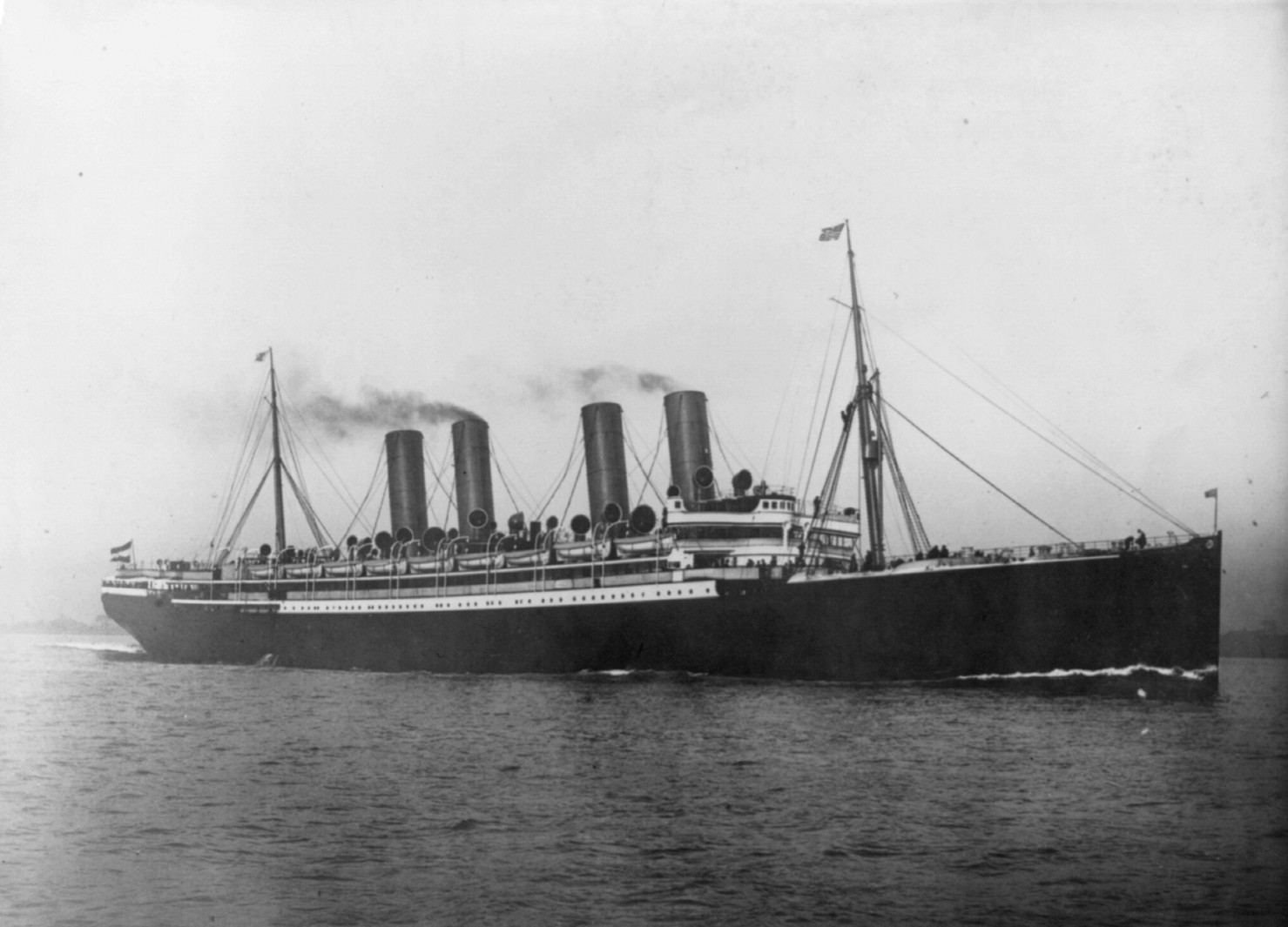
Der erfolgreiche Konkurrent:
Kaiser Wilhelm der Große

Auf die Ausschreibung meldeten sich nur die beiden Werften AG Vulcan Stettin und F. Schichau. Während Vulcan bereits früher große Ozeandampfer gebaut hatte, wie die Schnelldampfer Spree und Havel der Flüsse-Klasse des NDL sowie Augusta Victoria und Fürst Bismarck der Hapag, war Schichau mehr mit Torpedobooten vertraut und hatte auf seiner Danziger Werft bis dahin drei Postdampfer für den NDL, zuletzt nach einem NDL-Plan die Bremen mit 10.522 BRT und 15,5 kn als größtes Handelsschiff der Werft gebaut. Die Reederei vergab je einen Auftrag an die Bewerber und der Vulcan baute nach seinen Plänen die Kaiser Wilhelm der Große, während die Danziger Schichauwerft nach eigenen Plänen die Kaiser Friedrich fertigstellte.
Der Stettiner Kaiser Wilhelm der Große trat schon am 19. September 1897 seine Jungfernfahrt von Bremerhaven nach New York an und eroberte im November 1897 und im Mai 1898 das Blaue Band.

### Im Dienst des Norddeutschen Lloyds
Die nach Friedrich III., Deutscher Kaiser im Jahr 1888, benannte Kaiser Friedrich lief erst am 5. Oktober 1897 in Danzig vom Stapel. Im Mai 1898 war das Schiff fertiggestellt und wurde nach Bremerhaven überführt. Die ersten Seetests fielen enttäuschend aus, weil das Schiff statt der geforderten 22,5 nur 20 Knoten erreichte. Der Norddeutsche Lloyd stellte deshalb das Schiff nur unter dem Vorbehalt in seine Flotte ein, dass es nachgebessert würde. Der Dampfer wurde deshalb vorerst nach Southampton, England gesandt, wo in einem Trockendock die beiden Propellerblätter um 30 Zentimeter gekürzt wurden.
Nachdem das Schiff wieder nach Bremerhaven zurückgekehrt war, begann es am 7. Juni 1898 seine erste Transatlantikfahrt über Southampton nach New York. Die Fahrt dauerte sieben statt der vorgesehenen sechs Tage, und die Durchschnittsgeschwindigkeit betrug nur 17,7 Knoten. Schuld daran waren neben schlechtem Wetter auch Probleme mit den Schiffsmaschinen, die beide während der Fahrt wegen heiß gelaufener Schieber mehrere Stunden stillstanden und danach nur mit verminderter Leistung betrieben werden konnten. Gebrochene Schrauben an der Kondensatpumpe führten dazu, dass der Unterdruck im Kondensator nicht gehalten werden konnte und dadurch die Leistung gemindert wurde.
Auf dem Rückweg fuhr die Kaiser Friedrich ohne Passagiere und erreichte dabei trotzdem nur 15 Knoten. Die nächsten zwei Fahrten nach Amerika wurden deshalb gestrichen und das Schiff wurde an Schichau zur Überarbeitung zurückgegeben. Die zweite Transatlantikfahrt begann am 14. September 1898. Auch auf dieser Fahrt erreichte der Dampfer nicht die verlangte Geschwindigkeit und brauchte deshalb mehr als sechs Tage für die Reise. Es wurden Geschwindigkeiten im Bereich von 19 bis 20 Knoten gefahren. Es folgten drei weitere Transatlantikfahrten, bevor das Schiff im Dezember 1898 wieder zu Schichau zurückkehrte.

Die als Ersatz vom NDL eingesetzte
Kaiserin Maria Theresia

Während der nächsten drei Monate versuchte die Bauwerft den Dampfer zu verbessern. Die Kondensatpumpen wurden ersetzt und die Kamine um 4,5 Meter erhöht. Am 5. März 1899 startete das Schiff zur ersten Transatlantikfahrt nach dem Umbau. Die Reise dauerte mehr als sieben Tage, weil zwei Propellerblätter während der Fahrt verloren gingen. Trotzdem folgten nach der Reparatur acht weitere Transatlantikfahrten, weil der Norddeutsche Lloyd keinen Ersatz für das mangelhafte Schiff hatte. Die Kaiser Friedrich wurde am 27. Juni 1899 offiziell von Lloyd an Schichau zurückgegeben, da sie den Vertrag nicht erfüllte. Gleichzeitig bestellte die Reederei die Kronprinz Wilhelm bei Vulcan. Bis diese abgeliefert wurde, ersetzte die 20 Knoten schnelle Kaiserin Maria Theresia die Kaiser Friedrich. Die Kaiserin Maria Theresia wurde von Vulcan Stettin 1899/1900 aus dem Einschraubenschiff Spree umgebaut, das von 6963 BRT auf 8278 BRT vergrößert wurde und einen dritten Schornstein erhielt.
Die Einsatzzeit der Kaiser Friedrich beim Norddeutschen Lloyd wurde begleitet und gefolgt von einem bis 1908 geführten Rechtsstreit zwischen Schichau und der Reederei, der schließlich vom Norddeutschen Lloyd gewonnen wurde. Schichau verteidigte sich gegen den Vorwurf des NDL, das Schiff sei nicht richtig konstruiert, mit den Argumenten, dass die Reederei schlechte Kohle verbrannt und unerfahrenes Personal eingesetzt habe und die Maschinen deswegen nicht die für den Vortrieb notwendige Leistung erreicht hätten.

## Im Dienste der Hamburg-Amerika-Linie
Am 7. August 1899 kündigte Schichau an, dass das Schiff an die Hamburg-Amerika-Linie (HAL) verchartert werde. Die HAL suchte dringend ein viertes großes Schiff zur Ergänzung ihrer Flotte großer Transatlantikdampfer, die damals aus der Fürst Bismarck, der Columbia und der Augusta Victoria bestand. Bis zur Ablieferung der bereits bestellten Deutschland fuhr deshalb die Kaiser Friedrich für die Hamburg-Amerika-Linie. Am 2. Oktober 1899 lief der Dampfer das erste Mal für eine Transatlantikfahrt unter dem neuen Reeder von Southampton aus. Auf dieser Fahrt kam das Schiff vor der Küste von New Jersey vom Kurs ab und lief auf Grund, allerdings ohne Schaden zu nehmen. Im folgenden Winter wurden bei Blohm & Voss kleinere Umbauten gemacht, um die Laderäume zu vergrößern und mehr Reisende der Kabinenklassen auf dem Schiff unterzubringen. Am 30. März 1900 startete die Kaiser Friedrich zur ersten Transatlantikreise nach dem Umbau. Es folgten sieben weitere Transatlantikreisen, bis das Schiff im November der gleichen Jahres an Schichau zurückgegeben und in Hamburg während der nächsten zwölf Jahre aufgelegt wurde.
1910 wäre beinahe ein Vertrag zwischen der Norwegian American Line und Schichau zustande gekommen. Schichau hätte sich unter der Bedingung an der Reederei beteiligt, dass die Kaiser Friedrich übernommen würde. Das Schiff wäre vom neuen Eigner in Leif Eriksson umbenannt worden. Der Vertrag platze in letzter Minute.

## Im Dienste der Compagnie de Navigation Sud-Atlantique

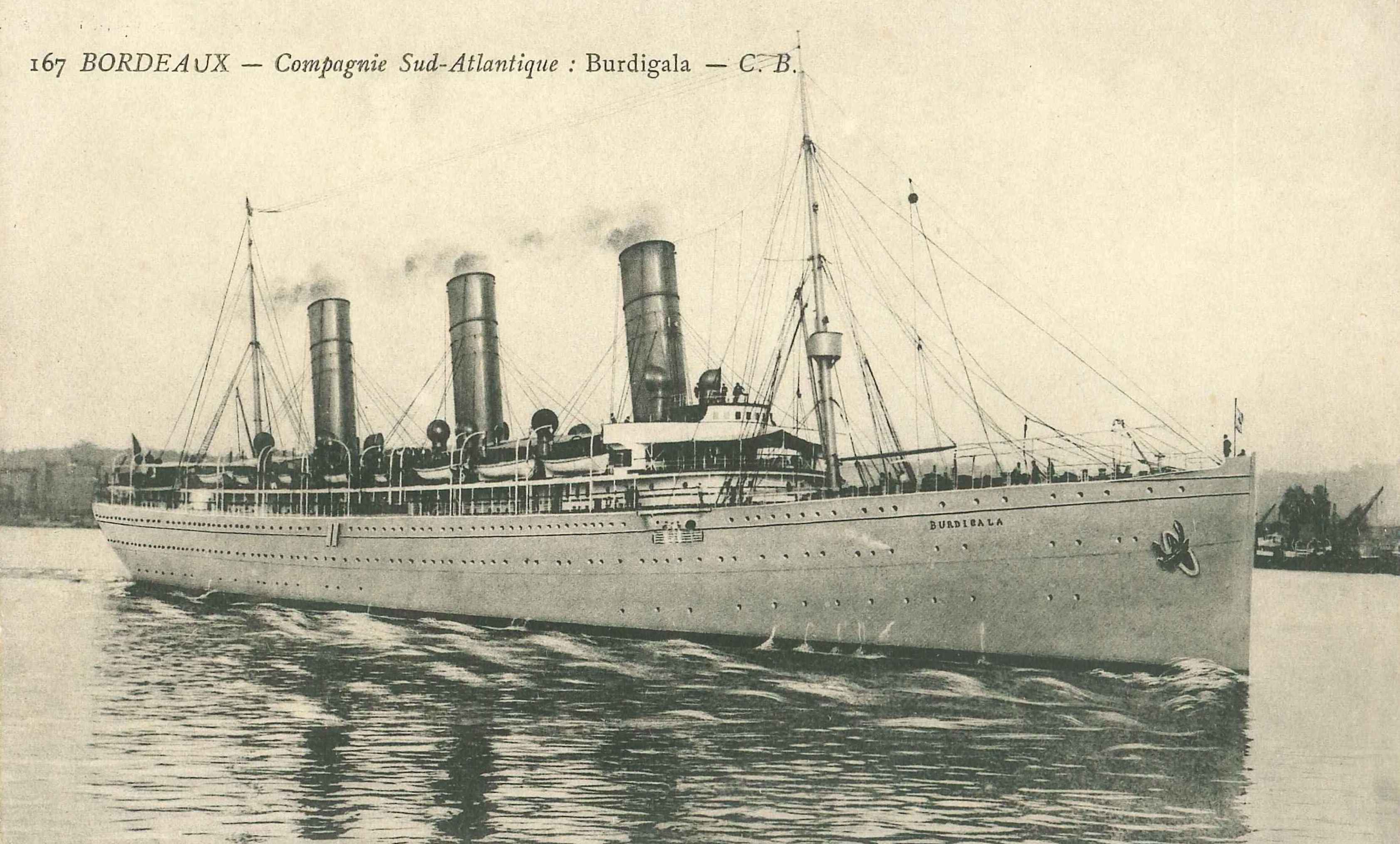
Die Burdigala im weißen Anstrich der Compagnie de Navigation Sud-Atlantique

Die 1912 aus der Société d’Etudes de Navigation hervorgegangene Compagnie de Navigation Sud-Atlantique wurde im Juli 1911 von der französischen Regierung beauftragt, alle Postdienste zwischen Frankreich und Südamerika zu übernehmen. Die Route Bordeaux – Lissabon – Dakar – Rio de Janeiro – Santos – Montevideo – Buenos Aires sollte ab dem 22. Juli 1912 vierzehntäglich befahren werden. Bis die bestellten Neubauten zur Verfügung standen, beschaffte sich die Reederei gebrauchte Schiffe. Aus diesem Grund wurde die Kaiser Friedrich am 1. Mai 1912 von Schichau für 4 Millionen Französische Franc gekauft. Der Dampfer wurde in Burdigala umbenannt, den lateinischen Namen der Stadt Bordeaux. Das Schiff wurde bei Blohm & Voss auf die neue Aufgabe vorbereitet, wobei die Anordnung der Laderäume geändert und neue Kessel eingebaut wurden. Der Dampfer erhielt auch einen Anstrich in weiß mit den roten Hähnen aus dem Firmenemblem auf den Schornsteinen.
Am 5. Oktober 1912 verließ die Burdigala das erste Mal Bordeaux für die Reise nach Südafrika. Ein Jahr lang war sie das schnellste Linienschiff auf dieser Verbindung. Auf der Reise zurück nach Frankreich hatte das Schiff allerdings technische Probleme, so dass es im Trockendock bei Bordeaux repariert werden musste und somit die nächste Fahrt nicht antreten konnte und die La Gascogne von der French Line gechartert werden musste. Wegen dieses Vorfalls und des hohen Kohleverbrauchs fiel die Burdigala bei der Reederei als unrentabel in Ungnade. Sie blieb aber noch solange im Dienst, bis die beiden Neubauten Lutetia und Gallia im Herbst 1913 abgeliefert waren. Danach wurde sie in Bordeaux aufgelegt.

## Im Dienste der französischen Marine
Im August 1914 wurde die Burdigala von der französischen Marine requiriert. Sie diente Truppentransporten von Toulon nach Thessaloniki und zu den Dardanellen. 1915 wurde sie als Hilfskreuzer mit einem QF 4-inch-Schiffsgeschütz Mk V und vier 140-mm-Kanonen ausgerüstet. Am 13. November 1916 verließ die Burdigala Thessaloniki in Richtung Frankreich. Am nächsten Morgen lief sie bei der griechischen Insel Kea auf eine Mine und sank. Die Überlebenden wurden vom britischen Zerstörer Rattlesnake aufgenommen. Die Mine gehörte zu einem Minenfeld, das vom deutschen U-Boot U 73 ausgelegt worden war und dem eine Woche später auch die Britannic zum Opfer fiel.
Das Wrack der Burdigala liegt in siebzig Meter Tiefe vor der Nordwestküste der Insel Kea. Es wurde 2007 entdeckt und konnte im September 2008 eindeutig identifiziert werden.

## Technische Beschreibung

### Rumpf
Der Rumpf war zwischen den Loten 175 Meter lang, über Deck gemessen 183 Meter. Die Breite auf den Spanten betrug 19,52 Meter. Die Form des Hinterschiffes war im Bereich der Wellenaustritte und Wellenhosen sehr kompliziert, was als Hauptursache für den zu hohen Strömungswiderstand angesehen wird und verhinderte, dass die Kaiser Friedrich die geforderte Geschwindigkeit von 22 Knoten erreichte. Der Nachweis dazu wurde von Johann Schütte erbracht, der Schleppversuche mit Modellen in einer Versuchsanstalt in La Spezia, Italien durchführte. Nach diesem erfolgreichen Beweis wurde das Schiff an die Schichau zurückgegeben und sogleich der Bau der Schleppversuchsstation Bremerhaven begonnen.

### Ausstattung
Bezüglich Ausstattung für die Reisenden sollte der Dampfer neue Maßstäbe setzen. Die Räume für die 750 Reisenden der III. Klasse waren im Vorschiff auf dem Haupt- und Unterdeck untergebracht, die Kajüten der I. und die meisten der II. Klasse befanden sich in den Aufbauten des Oberdecks. Die 180 Kabinen der I. Klasse konnten 350 Reisende aufnehmen. Neben den normalen I.-Klasse-Kabinen gab es auch mehrere Suiten mit getrenntem Wohnzimmer, Schlafzimmer, Bad und eigener Toilette. Der Speisesaal befand sich auf dem Hauptdeck in Schiffsmitte. Vom Speisesaal führte die Haupttreppe zu den auf dem Promenadendeck gelegenen Rauch- und Gesellschaftszimmern. Im Achterschiff waren auf dem Poopdeck, Oberdeck und Hauptdeck die 250 Reisenden der II. Klasse in 111 Kabinen untergebracht. Der Speisesaal der II. Klasse war so groß, dass die Reisenden in einer Sitzung verpflegt werden konnten. Der Dampfer hatte 400 Mann Besatzung, davon waren 180 Mann für die Kessel- und Maschinenanlagen zuständig. Die Heizer und Kohlentrimmer hatten ihren eigenen Esssaal und eine eigene Treppe zum Sonnendeck.

### Maschinenanlage
Der Antrieb erfolgte durch zwei Vierfach-Expansionsmaschinen mit je fünf Zylindern, die auf drei Kurbeln wirkten. Der Hochdruckzylinder hatte 1098 mm Durchmesser, der erste Mitteldruckzylinder 1633 mm, der zweite Mitteldruckzylinder 2341 mm und die beiden Niederdruckzylinder je 2370 mm. Im Gegensatz zu den meisten damals gebauten Dampfern befanden sich die beiden Maschinen nicht hinter, sondern zwischen den Kesselanlagen, in der Mitte des Schiffs. Diese Anordnung sollte die Trimmung verbessern. Die Kaiser Friedrich hatte neun Doppelender-Kessel und einen Einender-Kessel, die mit 15,3 bar betrieben wurden. Die Heizfläche betrug 6781,7 Quadratmeter. Die Bunker fassten 3750 Tonnen Kohle.